# Mangosztán
A mangosztán (Garcinia mangostana) vagy más néven királygyümölcs, fanyar mangosztán vagy ázsiai mangosztán délkelet-ázsiai eredetű örökzöld fa, illetve annak termése. Élőhelyei közé tartozik még Délnyugat-India, Puerto Rico és Florida is. A fa akár 6–25 méter magasra is megnő. Gyümölcse jellegzetes ízű, édeskés, rostos, a citrusfélék gyümölcséhez hasonló módon lédús. Sötét lilás-vöröses színű külső héja (exokarpium) nem ehető. A fák 5–6 év után kezdenek el termést hozni, eleinte 200–300 gyümölcsöt, később akár 3000 darabot is és akár százévesen is teremnek még. Termésének fehér húsát fogyasztják, konzerv és gyümölcslé formájában is kapható.